# Ilex cognata
Ilex cognata är en järneksväxtart som beskrevs av Reiss. Ilex cognata ingår i släktet järnekar, och familjen järneksväxter. Inga underarter finns listade i Catalogue of Life.